# Douglas Hartree
Douglas Hartree, född 27 mars 1897 i Cambridge, död 12 februari 1958 i Cambridge var en engelsk matematiker och fysiker. 
Hartree är känd för utvecklingen av beräkningsvetenskap och dess tillämpning för kvantmekaniska vågfunktioner i Hartree-metoden och senare Hartree–Fock-metoden. Ett besök 1921 av Niels Bohr i Cambridge kom att inspirera Hartree till att utnyttja sina numeriska kunskaper på Bohrs atomteori, vilket bland annat resulterade i hans doktorsavhandling 1925 med Ernest Rutherford som handledare. Genom publicerandet av Schrödingerekvationen samma år kunde Hartree tillämpa sina metoder för differentialekvationer och numerisk analys på kvantteoretiska beräkningar. Han härledde härvid Hartree-ekvationen för distributionen av elektroner i en atom och föreslog den självkonsistenta fältmetoden för lösning av ekvationerna.
Den atomära enheten Hartree för energi på atomnivå är uppkallad efter honom.